# Źleb Prosty
Źleb Prosty – wąskie i krótkie wcięcie w dolnej części ściany  kotła Małego Stawu w Karkonoszach.
Wcięcie położone jest poniżej Czoła w ścisłym rezerwacie Karkonoskiego Parku Narodowego.